# تصویرهای بی‌چهره
تصویرهای بی‌چهره نام یک کتاب ادبی است که توسط هانس کریستین آندرسن، نویسندهٔ اهل دانمارک نوشته شده‌است. این کتاب یکی از آثار مشهور ادبی جهان است.